# Domenic Abounader
Domenic Michael Abounader, noto anche come Domenic Michael Abou Nader (Ohio, 11 marzo 1995), è un lottatore statunitense e libanese, specializzato nella lotta libera.

## Biografia
Ha rappresentato il Libano ai Giochi asiatici di Giacarta e Palembang nel torneo degli 86 chilogrammi, dove si è aggiudicato la medaglia d'argento, perdendo in finale con l'iraniano Hassan Yazdani.
Ai mondiali di Nur Sultan 2019 si è ritirato al primo turno del torneo degli 86 chilogrammi per non affrontare un atleta israeliano, Uri Kalashnikov. Il ritiro è riconducibile a ragioni politiche in quanto il Libano non riconosce lo Stato di Israele.

## Palmarès
| Anno | Manifestazione      | Sede                 | Evento | Risultato | Note |
| ---- | ------------------- | -------------------- | ------ | --------- | ---- |
| 2018 | Giochi asiatici     | Giacarta e Palembang | 86 kg  | Argento   |      |
| 2018 | Mondiali            | Budapest             | 86 kg  | 29º       |      |
| 2019 | Campionati asiatici | Xi'an                | 86 kg  | 12º       |      |
| 2019 | Mondiali            | Nur-Sultan           | 86 kg  | dnf       |      |